# Villa de la Chantrerie
Villa de la Chantrerie est un manoir bâti au XIXe siècle, situé à Nantes, sur la rive gauche de l'Erdre, route de Gachet, dans le quartier Nantes Erdre, en France. Le bâtiment a été inscrit au titre des monuments historiques en 1997.

## Historique
La Chantrerie est un grand domaine agricole quand l'architecte Étienne Blon en fait l'acquisition. Il collabore avec son beau-frère, François-Léonard Seheult, pour faire construite une première maison. En 1825, le corps de logis est achevé. En 1831, la fille d'Étienne Blon, Anne-Clémence épouse Louis Levesque, fils du maire de Nantes Louis-Hyacinthe Levesque. Celui-ci fait édifier la chapelle en 1836, puis en 1860, il fait agrandir la maison de son beau-père en la dotant d'un étage. En 1872, le parc paysager qui l'entoure est aménagé par Dominique Noisette (neveu de Louis Claude Noisette), qui a également dessiné le parc de Procé et occupé le poste de jardinier en chef du jardin des plantes de la ville de 1835 à 1839.
La villa et son parc appartiennent à la famille Drouin (famille qui compte des armateurs du XVIIIe siècle, dont notamment Louis Drouin, et des entrepreneurs de transports du XXe siècle) lorsqu'ils sont acquis par la ville de Nantes en 1972.
Le bâtiment héberge actuellement la technopole Atlanpole pour l'accompagnement d'entreprises innovantes.
La villa, les pavillons qui l'entourent, l'orangerie, une partie du parc et la chapelle sont inscrits à l'inventaire supplémentaire des monuments historiques par arrêté du 20 mai 1997.

## Architecture et décor
La villa est faite en tuffeau. Au sommet de la façade ouest, tournée vers l'Erdre, se trouve un fronton central, où figure une fenêtre thermale. Les trois fenêtres immédiatement en dessous sont séparées par des cariatides. Dans le parc paysager à l'anglaise figure une chapelle néo-gothique construite en 1836.

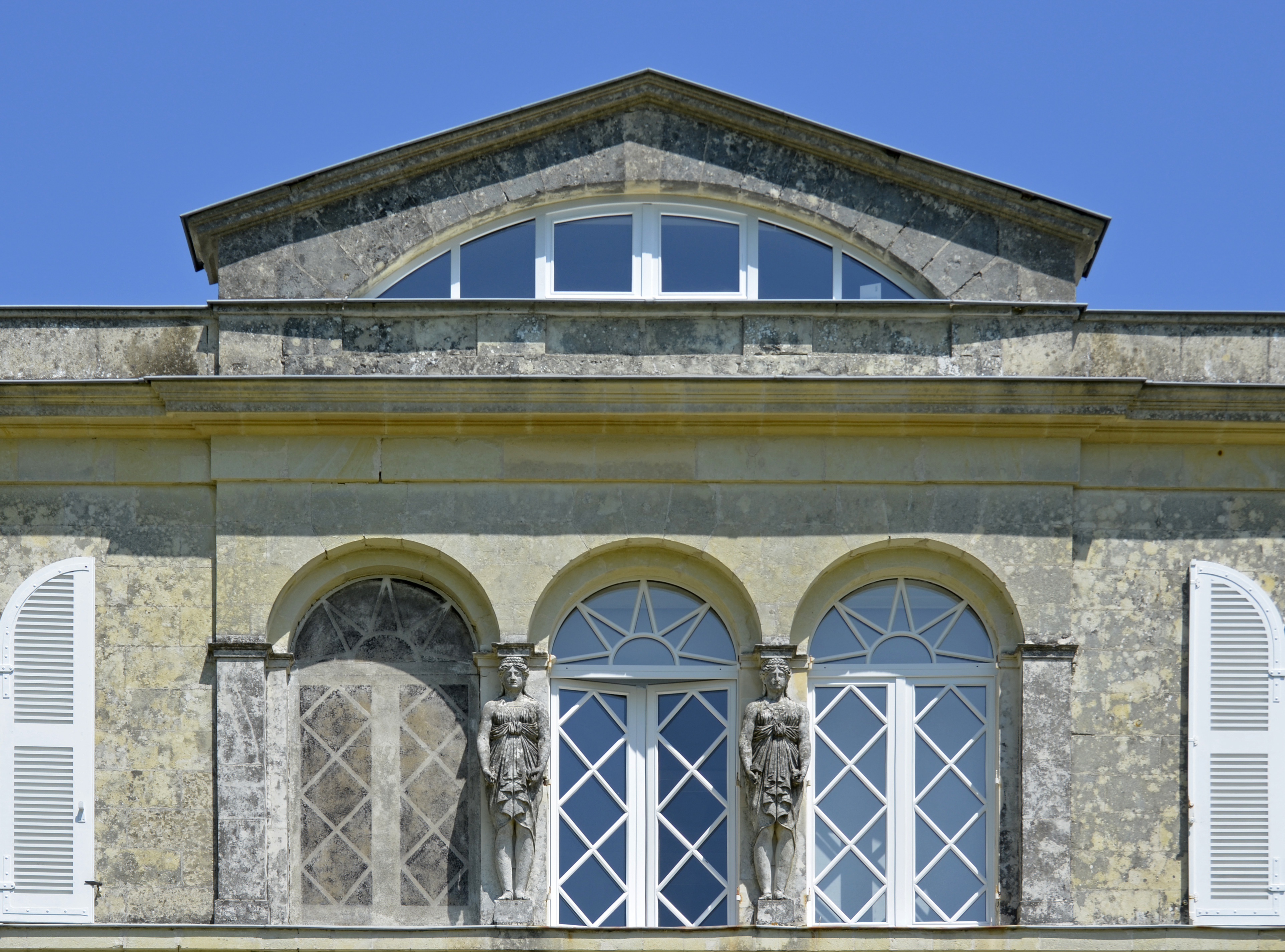
La baie thermale et les cariatides séparant les fenêtres
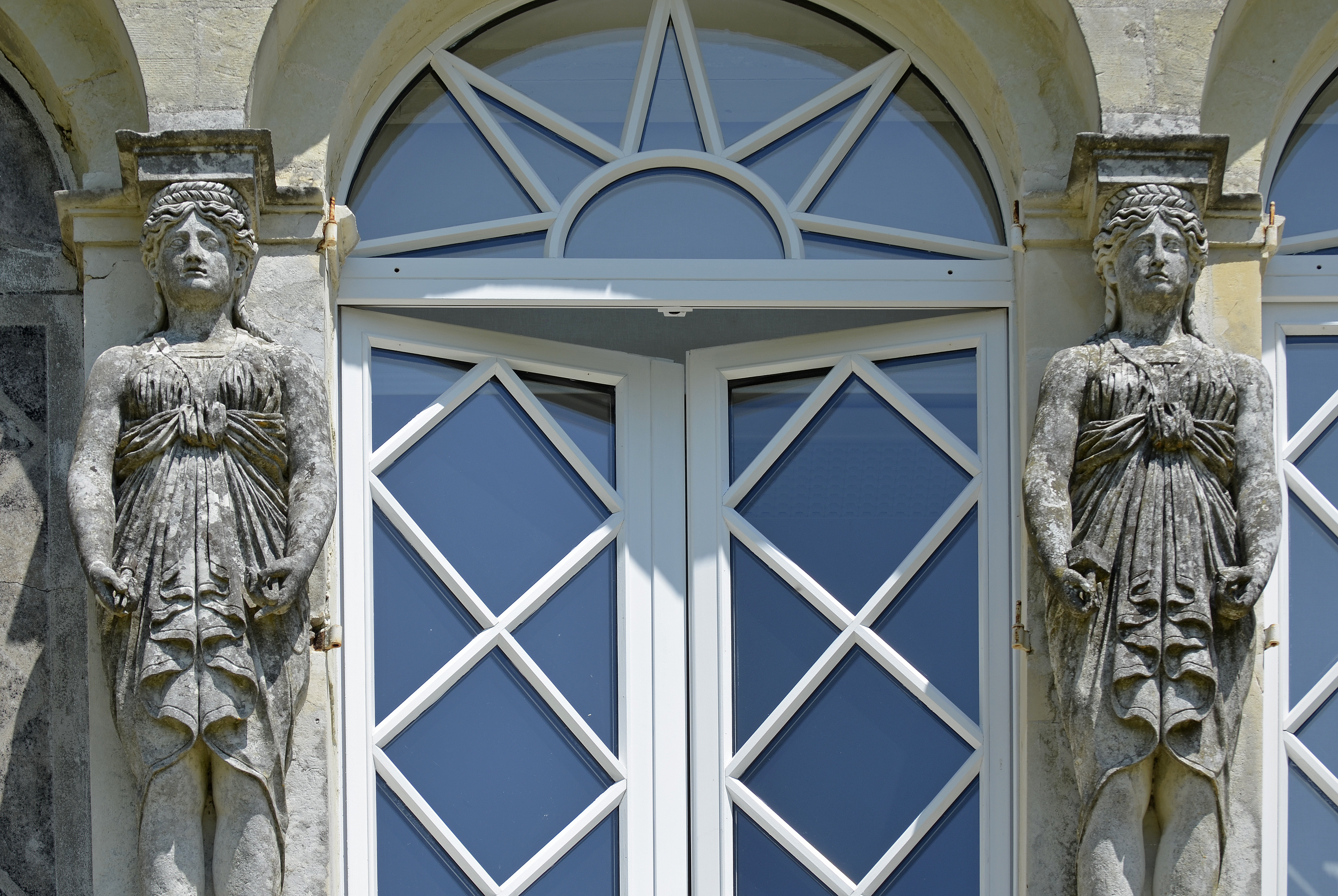
Les deux cariatides
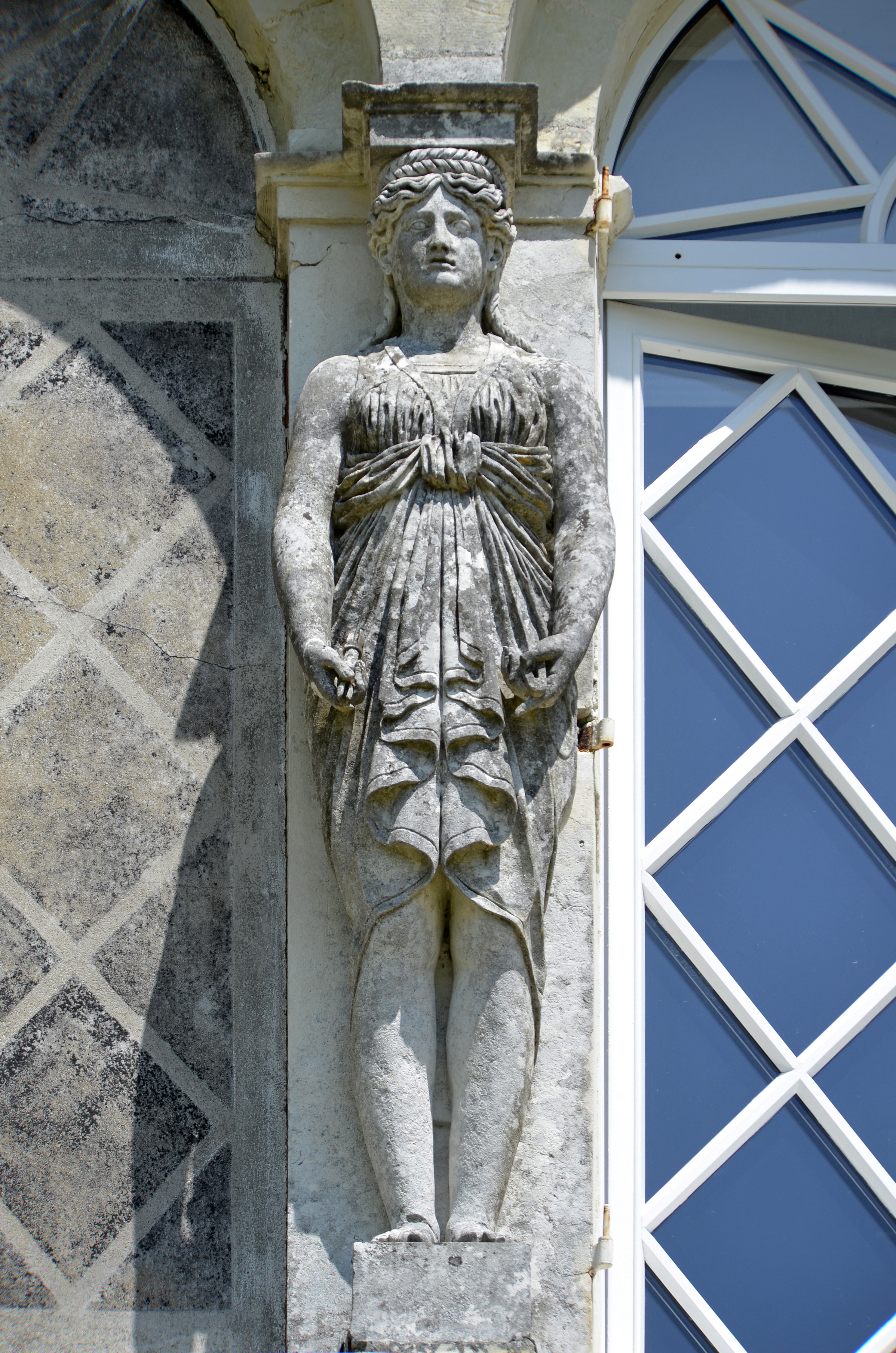
Cariatide gauche
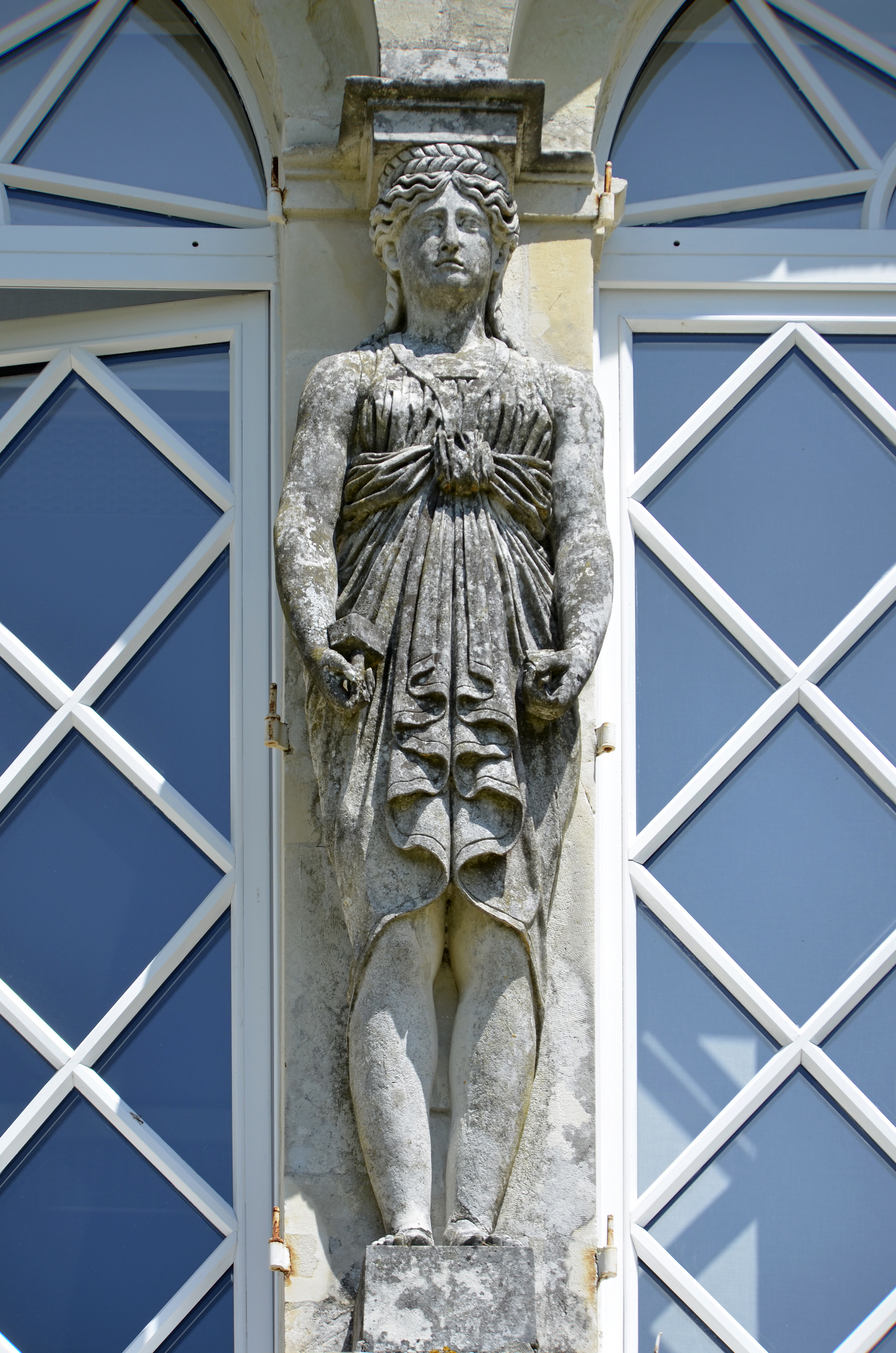
Cariatide droite